# Coelichneumon deliratorius
Coelichneumon deliratorius är en stekelart som först beskrevs av Carl von Linné 1758.  Coelichneumon deliratorius ingår i släktet Coelichneumon och familjen brokparasitsteklar. Arten är reproducerande i Sverige. Utöver nominatformen finns också underarten C. d. cinctitarsis.